# Пирог на горячем молоке
Пирог на горячем молоке (англ. Hot milk cake) — масляный бисквитный пирог американской кухни. Его можно приготовить в виде листового пирога или слоёного торта, или выпекать в специальной форме. Горячее молоко и масло придают пирогу характерную мелкозернистую текстуру, похожую на Фунтовый кекс.
Пирог на горячем молоке приобретает свой характерный вкус благодаря горячему молоку, которое является жидким компонентом теста. Он отличается от традиционных бисквитных тортов, таких как Пища ангелов или женуаз, тем, что содержит пекарский порошок в качестве разрыхлителя, а не только яичные белки, поэтому его можно приготовить с маслом, как бисквит Виктория. Яйца взбиваются вместе целиком, а не как желтки и белки по отдельности
Можно использовать сухое молоко

## История
Простой рецепт 1911 года готовится из сахара, яиц, муки, соли, разрыхлителя и горячего молока, с дополнительными ингредиентами в виде шоколада, орехов или кокоса. По сравнению с типичным масляным пирогом, горячий молочный пирог использует меньше дорогих ингредиентов, поэтому он стал популярным во время Великой депрессии и нормирования во время Второй мировой войны.
Рецепт Рут Эллен Черч, бывшего редактора кулинарного раздела газеты Chicago Tribune (иногда писавшей под псевдонимом Мэри Мид), был опубликован в 1955 году. Пирог покрыт глазурью со вкусом мокко и получается влажным и нежным.